# Pedro Anjos Teixeira

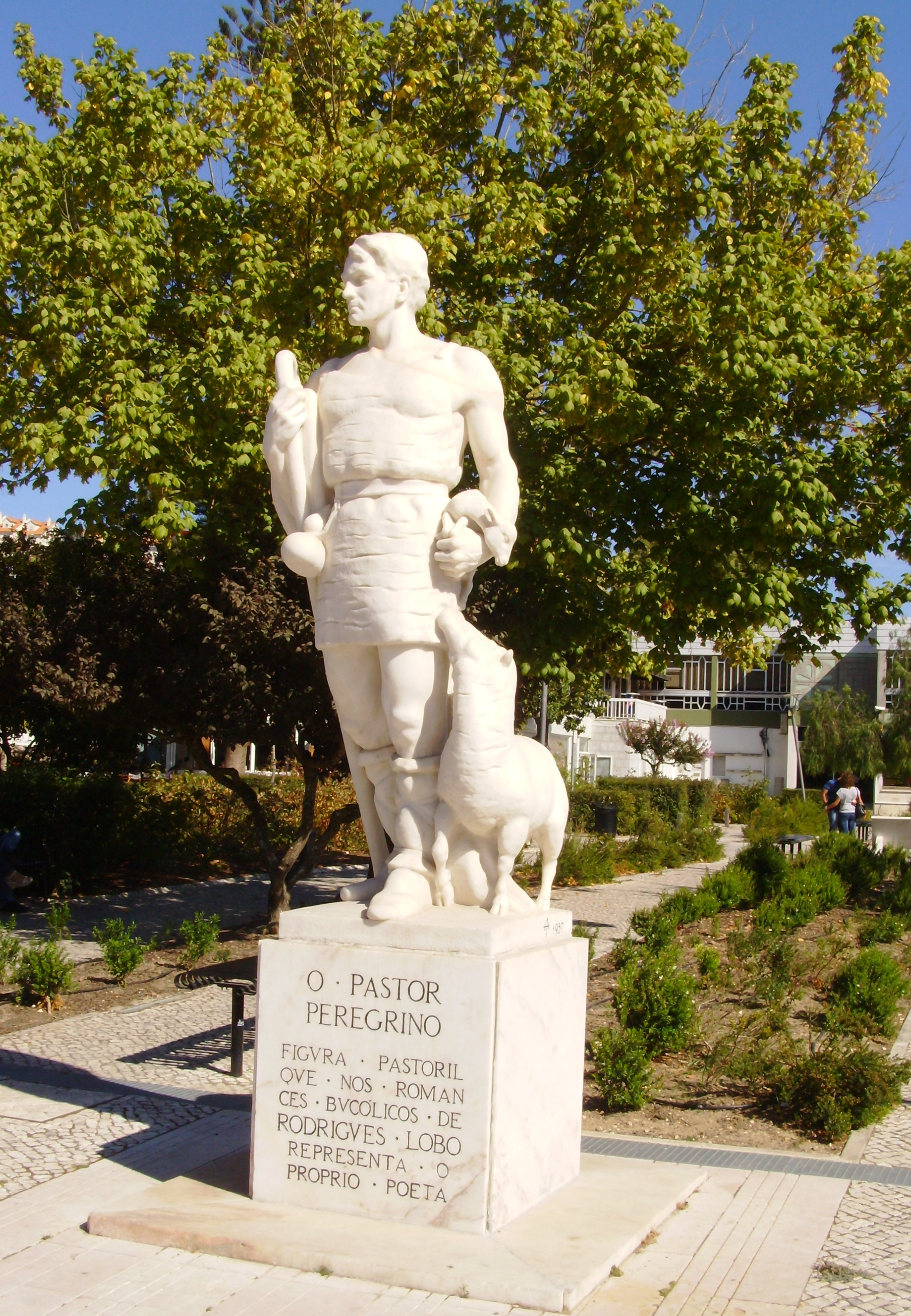
"O Pastor Peregrino" (Pedro Anjos Teixeira, 1957). Instalada no Jardim Luís de Camões em Leiria em 1959, é uma alusão ao poeta Leiriense Francisco Rodrigues Lobo, e foi uma oferta do então Ministro das Obras Públicas, Eng. Arantes e Oliveira à Câmara Municipal de Leiria.

Pedro Augusto Franco dos Anjos Teixeira (Paris, 11 de Maio de 1908 – Sintra, 20 de Março de 1997) foi um escultor português.

## Biografia
Filho do também escultor Artur Gaspar dos Anjos Teixeira e de Ester de Oliveira Franco Teixeira, ambos naturais de Lisboa (freguesia de Santa Isabel). Aos seis anos de idade regressou a Sintra acompanhado por seus pais, tendo a família fixado residência em Mem Martins.
Tendo vivido parte da sua infância e adolescência em contacto com a natureza, adquiriu grande apreço pela vida dos camponeses e pelos animais, conforme refletiu posteriormente em dois de seus livros, "História dos Grilos, Amigos da Minha Infância" e "Memórias de um Grão de Trigo". O conhecimento advindo dessa vivência reflete-se ainda nas obras "Anatomia Artística do Homem Comparada à dos Animais" e "Tecnologias da Escultura" e na temática escultórica dos "Saloios".
Aos 16 anos começou a trabalhar, em colaboração com o seu pai, no Atelier de Lisboa, atividade que exerceu até 1935. 
A 31 de julho de 1935, casou primeira vez civilmente, em Lisboa, com a estudante de Belas-Artes Leocádia Zulcides Baptista Nunes (Monte Pedral, Lisboa, 1915), filha dos comerciantes António Saraiva Nunes, natural de Trancoso, e Gertrudes Regina Baptista, natural de Santarém (freguesia de São Salvador). Foi padrinho de casamento o pintor Luciano dos Santos. Por sentença de 26 de junho de 1943, os dois divorciaram-se litigiosamente, na sequência de um processo judicial movido por Leocádia, que acabaria por casar segunda vez com o arquiteto Victor Palla.
Após esta data, aos 27 anos de idade, esculpe "Homem com o Polvo", obra que, pela sua originalidade, revela-o como escultor, localizada no Seixal. Dotado de grande sensibilidade artística, é exímio na representação estética naturalista, tanto humana como animal, mostrando grande rigor técnico a par de grande conhecimento de anatomia humana, esta última patente nas estátuas de nus e em "Os Perseguidos". No âmbito da anatomia animal, destacam-se "O Boi de Trabalho" e os animais do "Transporte do Vinho da Madeira".
A 28 de agosto de 1944, casou segunda vez civilmente, em Lisboa, com Maria Georgina de Castro Veiga Lizardo da Silveira (São Lourenço, Portalegre, c. 1923), doméstica, filha do violinista Luís de Castro Veiga da Silveira, natural de Lisboa (freguesia de Santos-o-Velho), e de Ema Maria Lizardo, doméstica, natural de Coruche. Foram padrinhos de casamento os pais da noiva e também o advogado Artur Augusto da Silva e sua esposa, a jurista Clara Schwarz da Silva, bacharel formada em Direito. Por sentença de 9 de junho de 1961, os dois divorciaram-se litigiosamente.
Entre 1952 e 1953, frequentou a Faculdade de Letras da Universidade de Lisboa, vindo a exercer depois a função de professor de Modelação e de Desenho nas Escolas António Arroio, Pedro de Santarém e Francisco Arruda.
Foi perseguido pela PIDE ao ponto de, durante anos, não ter ganho um único concurso de Escultura. Por essa razão, em 1959 decidiu "autoexilar-se" no Funchal, onde exerceu atividades diversas: docente, escultor, músico, jornalista, entre outras.
Regressou a Sintra em 1980, onde veio a falecer, deixando um legado de mais de 900 trabalhos.

## Pedro Anjos Teixeira e o Movimento Neorrealista na Escultura
Ao final da Segunda Guerra Mundial o Movimento Neorrealista expressou, nas Artes em Portugal, uma consciência crítica em relação ao meio, com vontade de rever a própria História e com desejo, também, de conhecer os valores universais que lhes eram ocultados pelo regime político no país, e passar a atuar. O desfasamento entre os atributos da arte europeia e os da sociedade portuguesa - que Salazar pretendia separar da Europa, aproveitando-se do provincianismo dos quadros mentais oitocentistas que imobilizaram o país - levava a compreender porque eram já tão pouco ativos quase todos os artistas que conheceram a arrancada do movimento vanguardista dos anos de 1915-1917, arrancada esta que, afinal, constituíra um parêntesis na vida portuguesa em que a arte moderna fora oferecida e rejeitada.
Os artistas começaram, assim, a interessar-se fundamentalmente por três tendências: o Neorrealismo, o Surrealismo e o Abstracionismo Geométrico. O Neorrealismo português revelou-se em força na década de 1946-1956, obrigando à reconsideração de muitas obras anteriores, pois a temática utilizada era o trabalho, a liberdade e a realidade popular e, nomeadamente na Escultura, teve em Pedro Anjos Teixeira um dos precursores. A magnífica peça "Monumento aos Perseguidos" é comumente aceite como sendo o seu expoente, ao transmitir uma mensagem política e social - a luta, a persistência, a resistência e a esperança num futuro melhor em liberdade e democracia.
Muitos dos seus trabalhos deste período encontram-se expostos no Concelho de Sintra, como por exemplo, o "Monumento ao Trabalhador Rural" (reproduzido em bronze, em tamanho natural, em São João das Lampas) e o "Monumento ao Professor Primário" (1972), no Cacém.
De toda a sua produção, destacam-se as peças escultóricas que, pela sua mensagem, continuam possuidoras de grande atualidade, das quais são exemplos o "Monumento ao 25 de Abril" (1935) (obra terminada em 1935 posteriormente reaproveitada em 1981 como o primeiro monumento ao 25 de Abril de 1974 no país), situado na Praça 1.º de Maio no Seixal; o "Monumento aos Pescadores" (1981) em Sesimbra; o "Ceifeiro" (1957); e o grupo "Mulheres de Leiria" (1946).
Na Madeira, deixou várias obras importantes, entre as quais "Tristão Vaz Teixeira" (1973) em Machico; o "Monumento ao Trabalhador Madeirense" (1973); a "Florista Madeirense" (1976); o "Trabalhador" (década de 1960); e o "Transporte do Vinho da Madeira" (bronze), no Funchal, que representa a derradeira obra de grandes dimensões do Mestre.